# Dance (folclore)
En Aragón (España), se denomina dance —a veces escrito danze— a una representación teatral popular, en donde concurren la danza y la pastorada, el mimo y la poesía como elementos integrantes de la misma, en la que hay diálogos entre pastores, moros y cristianos, pugnas entre el bien y el mal (ángel y diablo), y recitado de romances y de la que forman parte las danzas con palos, espadas, arcos y cintas.
Es un elemento característico del folclore aragonés, aunque varía de manera significativa entre un lugar y otro. Es una especie de moixiganga.

## Historia
Geográficamente, se piensa que el dance se originó en la zona pirenaica extendiéndose hacia el sur y, de hecho, se conocen pocos ejemplos en la provincia de Teruel.
Posiblemente la difusión de los dances se debiera al aumento de la devoción en el siglo XVII, imitándose un pueblo a otro, muchas veces con el simple cambio del nombre del patrono.
Posteriormente, en el siglo XVIII, hubo una corriente adversa a los dances, tanto por parte de las autoridades civiles como de las religiosas, que en muchos pueblos desembocó en airadas protestas contra las prohibiciones.
El dance aragonés entró en un proceso de abandono a finales del primer cuarto del siglo XX, con riesgo de desaparición casi total tras la Guerra Civil.
En la actualidad se está produciendo una renovación de los dances perdidos, aunque no siempre de forma correcta.
Se han convertido en una de las señas de identidad en lo costumbrista, representándose en fiestas y concursos, saliendo de la representación única en las fiestas patronales.